# Euraziatische Economische Gemeenschap

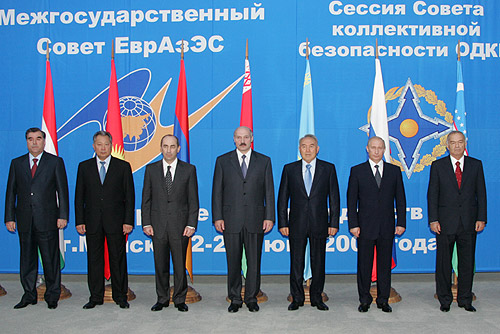
Vertegenwoordigers van de Euraziatische Economische Gemeenschap

De Euraziatische Economische Gemeenschap of EurAsEC (Russisch: Евразийское Экономическое Сообщество, ЕврАзЭС) was een economische alliantie van Europese en Aziatische landen uit de voormalige Sovjet-Unie. Het doel van de alliantie was economische samenwerking, het tot stand komen van een gemeenschappelijke markt en het beperken van toltarieven. Er was nauwe samenwerking met de Unie van Rusland en Wit-Rusland. De organisatie werd op 10 oktober 2000 door Rusland, Wit-Rusland, Kazachstan, Kirgizië en Tadzjikistan opgericht, en is intussen geëvolueerd naar de Euraziatische Economische Unie.

## Landen
| - Kazachstan - Kirgizië - Rusland - Tadzjikistan - Wit-Rusland | - Oezbekistan | - Armenië - Moldavië - Oekraïne |